# 東加勒比中央銀行
東加勒比中央銀行（Eastern Caribbean Central Bank、ECCB）是一個超國家中央銀行，成員國和地區包括安圭拉、安提瓜和巴布达、多米尼克、格林纳达、蒙特塞拉特、聖克里斯多福及尼維斯、圣卢西亚、圣文森特和格林纳丁斯。所有成員都是東加勒比國家組織成員國，並且使用東加勒比元作為貨幣。東加勒比中央銀行成立於1983年，是英屬加勒比貨幣委員會（British Caribbean Currency Board，存在於1950年至1965年）和東加勒比貨幣管理局（Eastern Caribbean Currency Authority，存在於1965年至1983年）的繼承者。總部位於聖克里斯多福及尼維斯巴士底。

## 背景
在1946年的西印度貨幣會議上，巴巴多斯、英屬圭亞那、英屬背風群島、千里達及托巴哥和英屬向風群島同意建立一個以西印度元為基礎的十進制統一貨幣體系，以取代之前這些地區流通的三種不同貨幣（當時巴巴多斯和向風群島、背風群島使用同一貨幣，英屬圭亞那、千里達及托巴哥亦有自己的貨幣）。1950年，在特立尼达岛成立了英屬加勒比貨幣委員會（British Caribbean Currency Board、BCCB） 。該組織是這一地區唯一的紙幣和硬幣發行機構，並須有充分外匯儲備，以保障貨幣的可兌換性，匯率固定在4.8英屬西印度群島元兌換1英鎊。
英屬維京群島在1951年加入英屬加勒比貨幣委員會，但由於該地區實際上更多使用鄰國美屬維京群島的貨幣，因此引發不滿。1961年，英屬維京群島退出英屬加勒比貨幣委員會，改用美元作為貨幣。1964年，千里達及托巴哥退出英屬加勒比貨幣委員會，採用特立尼达和多巴哥元作為貨幣，導致英屬加勒比貨幣委員會總部遷至巴巴多斯。
按照《1965年東加勒比貨幣協議》，英屬西印度群島元被東加勒比元等值取代，英屬加勒比貨幣委員會也被東加勒比貨幣管理局（Eastern Caribbean Currency Authority、ECCA）取代。英屬圭亞那在1966年退出貨幣同盟。而格林纳达雖然在1964年改用特立尼达和多巴哥元，又在1968年重新加入貨幣同盟。巴巴多斯在1972年退出貨幣同盟，因此東加勒比貨幣管理局總部搬遷至圣基茨岛巴士底。

## 歷史
《東加勒比中央銀行協議》於1983年7月5日在西班牙港簽訂，規定成立東加勒比中央銀行以取代東加勒比貨幣管理局，維護這一地區的貨幣和銀行體系的穩定及完整，促進成員國的經濟發展。
東加勒比中央銀行和東加勒比貨幣管理局的不同之處在於和各成員國財政部共同進行銀行監管，這也使得東加勒比中央銀行成為第一個跨國銀行監管機構，領先西非國家中央銀行和中部非洲國家銀行（均在1990年成為銀行監管機構），以及歐洲中央銀行（在2014年成為銀行監管機構）。但東加勒比國家中央銀行在監管離岸銀行方面的具體角色依成員國而有所不同，因此國際貨幣基金組織在2013年觀察到的針對離岸銀行的「監管框架漏洞」依然存在。
2015年7月1日，東加勒比中央銀行宣布將不再發行東加勒比元1分和2分硬幣。

## 外部連結
- Eastern Caribbean Central Bank Web site （页面存档备份，存于）